# Jalé Hervey
Jalé Hervey (Huntsville, 18 luglio 1995) è una pallavolista statunitense, di ruolo schiacciatrice.

## Carriera

### Club
La carriera di Jalé Hervey inizia nei tornei scolastici dell'Alabama, giocando per la Buckhorn HS. Dopo il diploma gioca anche a livello universitario, partecipando alla NCAA Division I: nel 2013 fa parte della Middle Tennessee State, mentre dal 2014 al 2016 gioca per la Central Florida.
Nella stagione 2017-18 firma il suo primo contratto professionistico in Finlandia, partecipando alla Lentopallon Mestaruusliiga con l'Oriveden Ponnistus. Nella stagione seguente gioca a Cipro con l'Olympiada Neapolīs, in A' katīgoria. Nel gennaio 2020, dopo un breve periodo di inattività, approda in Albania al Partizani Tirana.